# 도로 워뜨
도로 워뜨(암하라어: ዶሮ ወጥ) 또는 써브히 더르호(티그리냐어: ጸብሒ ደርሆ)는 에티오피아와 에리트레아의 닭고기 요리이다. 이 지역 전통 스튜인 워뜨의 하나이며, 은저라와 먹는다. 버야이너투를 구성하기도 한다. 붉은색을 띠며 매운 맛이 나는 꺼이 워뜨의 하나이며, 고기가 주 재료인 스가 워뜨이다. "도로 워뜨와 은저라"가 에티오피아의 국민 음식 가운데 하나이기도 하다. 결혼식이나 가족 행사 등 중요한 모임에 빠지지 않는 요리이다.

## 이름
암하라어 "워뜨(ወጥ)"와 티그리냐어 "써브히(ጸብሒ)는 에티오피아·에리트레아 지역의 전통 스튜를 일컫는 이름이다. 암하라어 "도로(ዶሮ)"와 티그리냐어 "더르호(ደርሆ)는 동원어이며, "닭"을 뜻한다.

## 만들기
닭고기는 토막내서 레몬 즙이나 식초를 탄 물에 재어 둔다. 적양파를 잘게 다져 기름 없이 약불에서 오래 볶아 숨을 죽이고 물기를 날린 다음, 양파가 잘 익으면 기름과 다진 마늘, 다진 생강, 버르버레 등을 넣고 함께 볶는다. 물을 붓고, 재어 뒀던 닭고기를 잘 헹궈 넣어 익힌다. 닭고기가 익으면 느뜨르 끄베와 삶은 달걀을 넣어 섞고, 잠시 익힌 뒤 머컬러샤를 뿌려 마무리한다.

## 같이 보기
- 슈로 워뜨
- 즈그니